# Клеттвиц
Клеттвиц (н.-луж. Klěśišća) — немецкая деревня в земле Бранденбург, принадлежащая муниципалитету Шипкау, расположенная в историческом регионе Нижняя Лужица.

## История
Деревня впервые упоминается в 1370 году под названием Клетич. До 31 декабря 2001 года это был автономный муниципалитет, присоединенный к Шипкау.

## География
Клеттвиц — часть региона Нижняя Лужица, расположен недалеко от границы с Саксонией, в 2 км к северу от Шипкау. Он находится в 6 км от Зенфтенберга, в 50 от Котбуса и в 63 км от Дрездена. Он обслуживается автомагистралью A13, соединяющей Дрезден с Берлином, на выезде № 15 («Клеттвиц»).
Некоторые муниципальные районы (Siedlungsgebiete) являются частью пригорода Клеттвиц. Это Herrnmühle (Knězny młyń, резиденция старой больницы), Staudemühle (Pušćadłowe młyń), Treuhandsiedlung (Drjewojske sedlišćo) и Wilhelminensglück (Wilhelmincowy Gluki).
Бергхайдер Зее — это искусственное озеро, созданное в карьере, оставленном рудником Клеттвиц-Норд.